# Brachystegia bussei
Brachystegia bussei  es una especie de árbol perteneciente a la familia de las fabáceas. Es originario de África. Forma una parte importante de los bosques de miombo. Esta particular especie de Brachystegia se encuentra en África tropical.

## Descripción
Es un árbol que alcanza un tamaño de 6-20 m de altura, expresado como delgado (tronco raramente mide hasta 50 cm de diámetro) (usualmente 30?); corteza lisa, descamación en grandes escamas irregulares delgadas; la corona es oboide o redondeada o aplanada y más densa, más laxa, por lo general estrecha, delgada y abierta.

## Ecología
Se encuentra en los bosques de hoja caduca; típica en laderas pobres, secas, abruptas o denadas y rocosas; suelos notablemente gruesos de cuarcitas, esquistos, granitos; a veces en suelos pesados rojizos; suelos arcillosos arenosos; etc ..
Los especímenes estériles pueden confundirse con Brachystegia spiciformis.

## Distribución
Se distribuye por Malawi, Mozambique, Tanzania, Zaire, Zambia, Zimbabue.

## Taxonomía
Brachystegia bussei fue descrita por Hermann Harms y publicado en Botanische Jahrbücher für Systematik, Pflanzengeschichte und Pflanzengeographie 33: 155. 1902.